# Quartaut
Quartaut war ein französisches Volumenmaß und auch die Bezeichnung für ein Weingebinde. Das Maß bedeutet Vierteltonne.
- 1 Quartaut = ¼ Muid = 9 Setiers/Veltes = 36 Quartes/Pots = 72 Pintes

Der halbe Quartaut war ein Achtel-Muid. An Orten wie Blois, Dijon, Mâcon und Orléans rechnete man 104, Champagne 95 und  Paris 72 Pintes je ein Quartaut.
In der Bretagne war es ein Salzmaß.
- Nantes 52 Quartaut = 1 Muid (Salz)